# Matías Alonso
Matías Alonso, vollständiger Name Matías Damián Alonso Vallejo, (* 16. April 1985 in Montevideo) ist ein uruguayischer ehemaliger Fußballspieler.

## Karriere

### Verein
Der 1,78 Meter große Offensivakteur Alonso ist der Bruder des Fußballprofis Iván Alonso und Cousin des ehemaligen, unter anderem für die UNAM Pumas spielenden, Kickers Diego Alonso. Er stand zu Beginn seiner Karriere von der Apertura 2003 bis in die Apertura 2005 im Kader von River Plate Montevideo. Dem folgte in der Clausura 2006 eine Station beim Club Atlético Peñarol. In der Saison 2006/07 absolvierte er je nach Quellenlage 32 oder 33 Partien in der spanischen Segunda División B für das B-Team von Celta de Vigo und schoss sieben Tore. Sein Debüt feierte er dabei am 27. August 2006 bei der 0:4-Auswärtsniederlage gegen Lugo, als er in der 46. Spielminute für Adrián Quintairos eingewechselt wurde. 37-mal – erstmals am 25. August 2007 gegen Espanyol B, letztmals am 18. Mai 2008 gegen Orihuela CF – lief er in jener Liga in der Folgespielzeit 2007/08 für SE Eivissa-Ibiza auf. Seine Torausbeute lag bei 14 Treffern. Das Engagement erfolgte im Rahmen einer Ausleihe. In derselben Saison wird auch Real Murcia als sein Arbeitgeber geführt, allerdings kam er im Erstligateam nicht zum Zug. In der Folgespielzeit trat Real Murcia nach dem Abstieg in der Liga Adelante an. Alonso bestritt dort fünf Partien (kein Tor). Bei der Real Murcia Imperial genannten Zweitvertretung des Klubs wurde 2008/09 in der Segunda División B 26-mal eingesetzt und schoss acht Tore. 2009/10 folgten je nach Quellenlage 32. oder 33 Spiele und sechs Tore in jenem B-Team. 2010/11 schloss sich ein Engagement beim FC Granada mit lediglich zwei Saisoneinsätzen (kein Tor) in der Liga Adelante an. Andere Quellen führen allerdings keinen Saisoneinsatz für ihn. Anfang Januar 2011 kehrte er nach Uruguay zurück, schloss sich auf Leihbasis dem Club Atlético Cerro an und wirkte in der Clausura 2011 in 13 Partien (vier Tore) der Primera División mit. Nächste Karrierestation waren ab Juli 2011 der Zamora CF in Spanien, bei dem er in der Spielzeit 2011/12 bei 13 Einsätzen in der Segunda B viermal ins gegnerische Tor traf. Dabei debütierte er am 4. September 2011 gegen Gimnástica de Torrelavega. Sein letzter Einsatz datiert vom 11. Dezember 2011 gegen Lemona. In der Saison 2012/13 wieder in Uruguays Primera División spielend, war er mit elf Treffern in 15 absolvierten Erstligaspielen der erfolgreichste Torschütze des Juventud. Den Verein aus Las Piedras verließ er Anfang September 2013 zugunsten des italienischen Klubs AS Bari, wo er bis zum Jahresende siebenmal (kein Tor) in der Serie A auflief. Seit Jahresbeginn 2014 spielte er für Defensor Sporting. In der Clausura 2014 lief er in neun Partien (drei Tore) der Primera División auf. Zudem wirkte er in elf Spielen der Copa Libertadores 2014 mit, schoss ein Tor und erreichte mit dem Klub das Halbfinale. In der Spielzeit 2014/15 wurde er 15-mal (drei Tore) in der höchsten uruguayischen Spielklasse eingesetzt. Im August 2015 wechselte er erneut zu Juventud. Dort bestritt er in der Apertura 2015 14 Ligaspiele (vier Tore) und drei Begegnungen (kein Tor) in der Copa Sudamericana 2015. Im Januar 2016 schloss er sich The Strongest an. Bislang (Stand: 9. Februar 2017) lief er bei den Bolivianern in 41 Erstligapartien (neun Tore), sechs Spielen (zwei Tore) der Copa Libertadores 2016 und zwei Partien (drei Tore) der Copa Libertadores 2017 auf.

### Nationalmannschaft
Alonso war auch Mitglied der uruguayischen U-20-Auswahl. Er gehörte 2005 dem Kader an, der an der U-20-Südamerikameisterschaft 2005 in Kolumbien teilnahm.